# Melanitis velutina
Melanitis velutina är en fjärilsart som beskrevs av Felder 1867. Melanitis velutina ingår i släktet Melanitis och familjen praktfjärilar. Inga underarter finns listade i Catalogue of Life.